# Лейден (сир)
Лейденський сир або сир Лейден — сорт напівтвердого голландського сиру, який виготовляється із сепарованого коров'ячого молока. Додавання кмину, куміна та інших приправ надає сиру характерний гострий смак. Структура — сухувата, колір — темно-жовтий. Головка сиру — плоска, кругла, нагадує «Гауду». Батьківщина цього сиру — околиці міста Лейдена.